# Voievodatul Maramureșului
Voievodatul Maramureșului a fost o formațiune politică românească în perioada medievală, care a ocupat teritoriul geografic al Țării Maramureșului și care a existat până la sfârșitul veacului al XIV-lea când s-a transformat în comitat al Coroanei Ungare, prin eforturile abile ale regilor din dinastia de Anjou.
Pe plan intern Voievodatul Maramureșului era o uniune de formațiuni autonome, cnezate de vale, conduse de cnezi locali, urmași ai giuzilor (jude de sat) aleși de obști din rîndurile țăranilor. Funcția de voievod al Maramureșului era de asemnea electivă, dar alegerea se făcea dintre cei mai vrednici și mai puternici cnezi de vale.
Despre începuturile acestui voievodat se știe prea puțin, însă transformarea lui în comitat a fost un proces îndelungat și complex, realizat prin acordarea de titluri nobiliare cnezilor maramureșeni și integrarea lor în nobilimea regatului, și prin atribuirea demnității de comite chiar voievodului Maramureșului.

Maramureș
Zona geografică a Voievodatului Maramureș
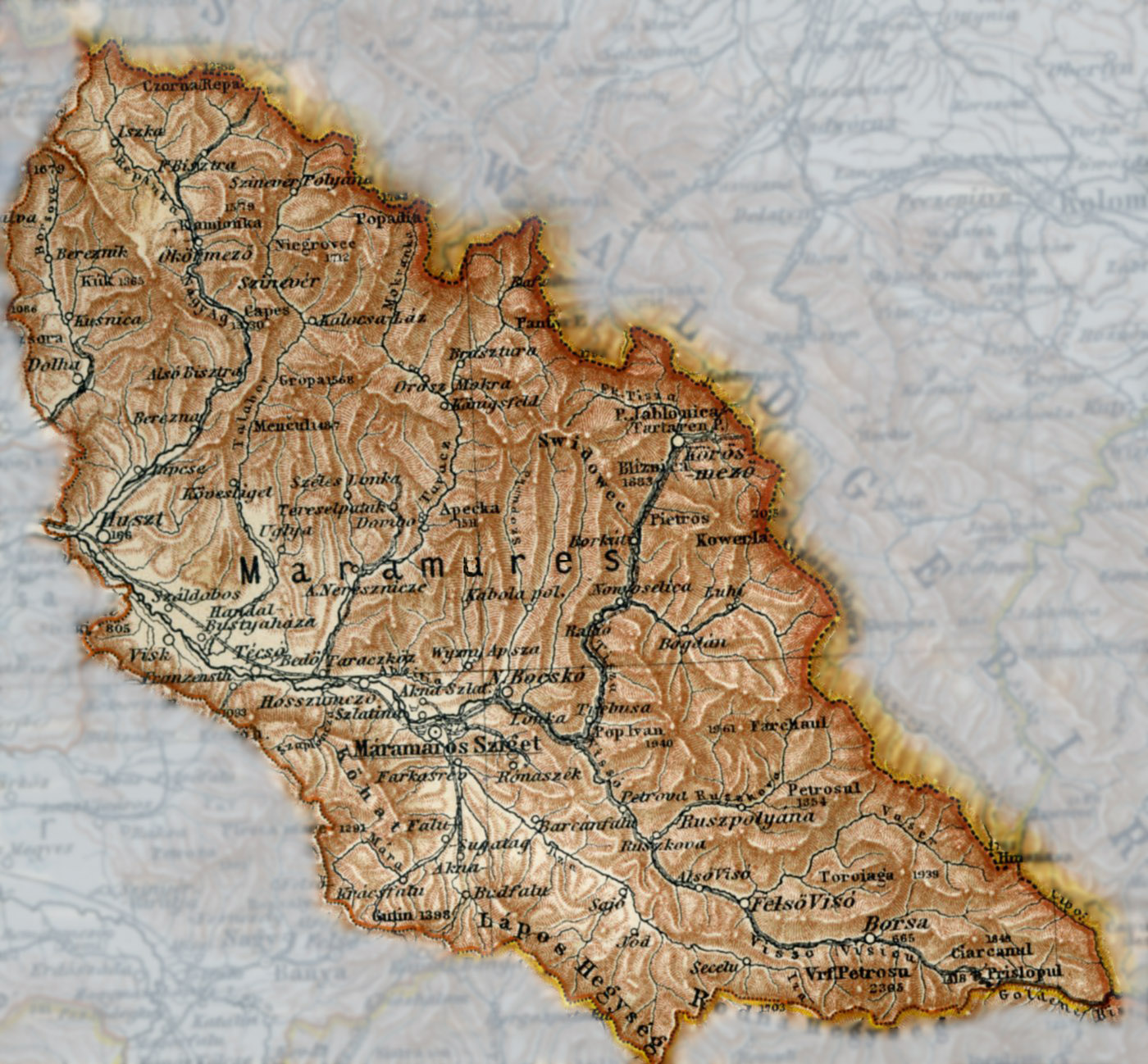
Comitatul Maramureșului până în 1905, în hotarele fostului Voievodat

## Începuturile voievodatului

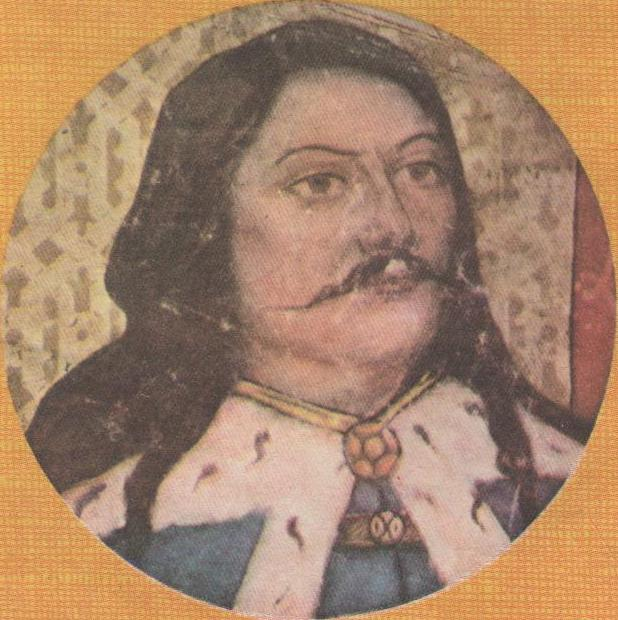
Bogdan I

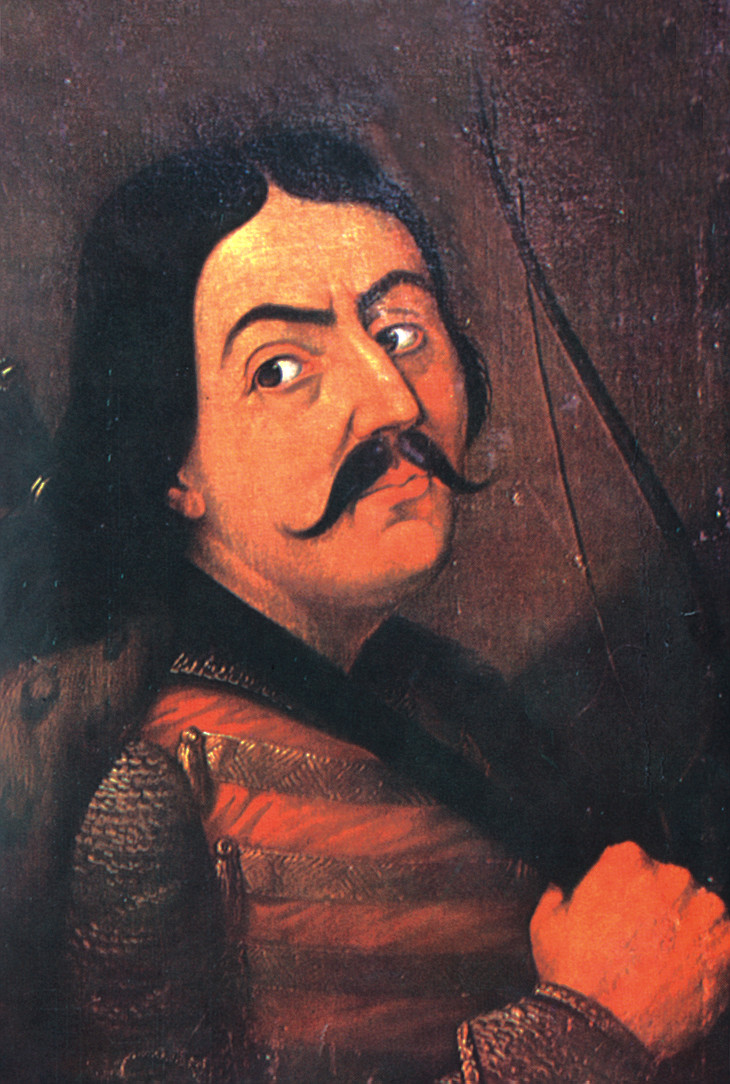
Dragoș I într-un portret din secolul XIX

Este greu de precizat timpul în care apare Voievodatul Maramureșului, probabil undeva între secolele XI-XIII, în urma coagulării unor structuri de organizare la baza cărora stătea obștea sătească, condusă de un jude ales, și unde hotărîrile importante erau luate de sfatul bătrînilor.
Prima mențiune documentară a „pădurii Maramureșului” datează din 1199 cu ocazia unei vînători a regelui Emeric al Ungariei. Denumirea de "pădure regală" cu care este atestat în secolul XIII ne arată că înainte de 1300 acest ținut nu intra în Regatul Ungar, ci se afla la marginea sa, iar asupra lui nu se exercita autoritatea nici unui stat feudal.
Prima atestare a unui voievod maramureșean datează din aproximativ anii 1320-1330, atunci când poate să fi fost activ ”Erdeu Woyvode”, menționat precis în 1345 într-o scrisoare a Papei Clement VI către regele Ludovic I ca tată al lui ”Aprozye voyuoade de Zopus”. Este vorba despre voievodul Codrea, originar din cnezatul de vale al Sarasăului/Câmpulungului (probabil din Sarasău sau din Săpânța), tată al voievodului Oprea de Săpânța.

## Perioada voievodatului

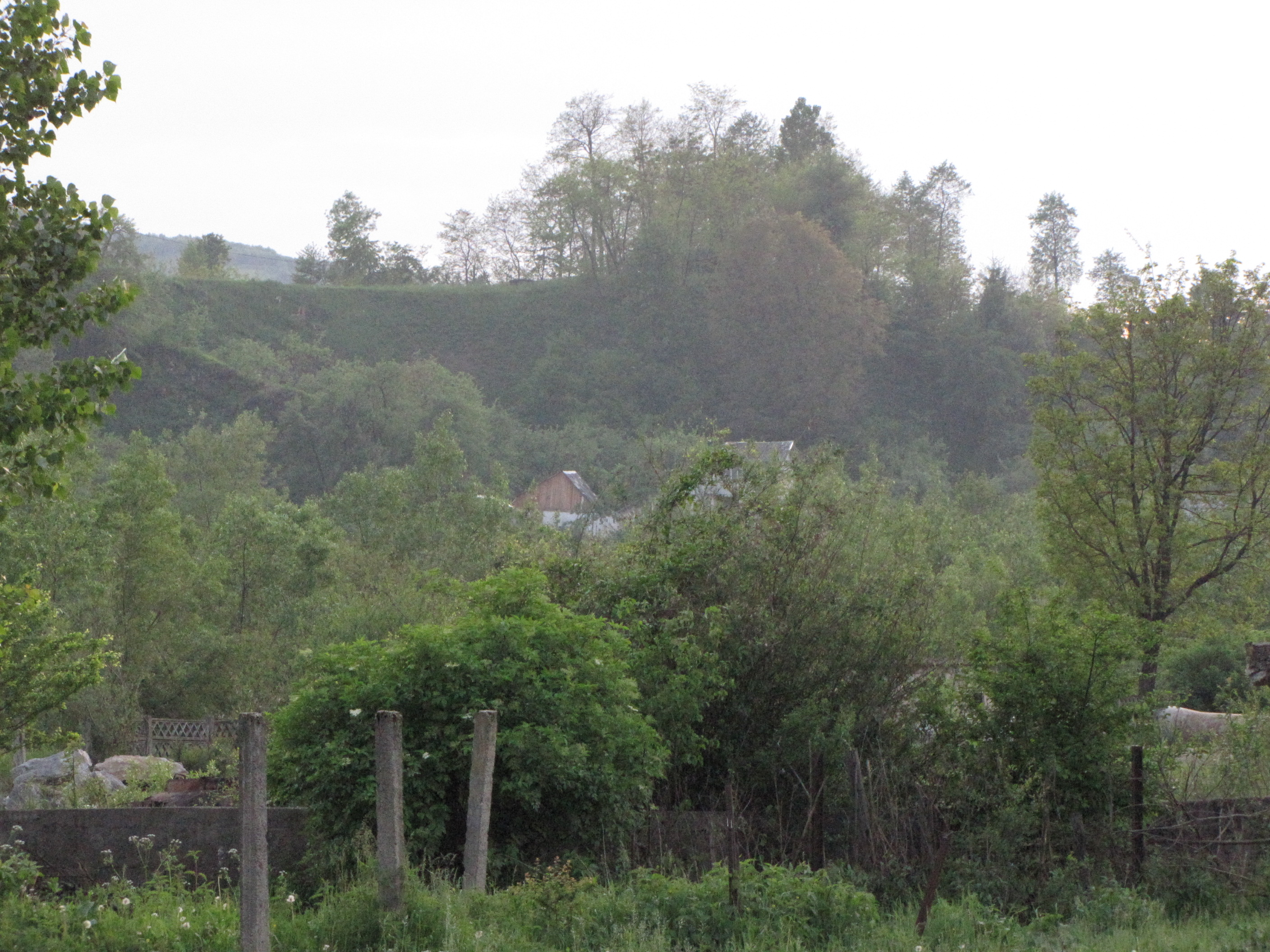
Dealul pe care se află ruinele reședinței voievodale de la Cuhea

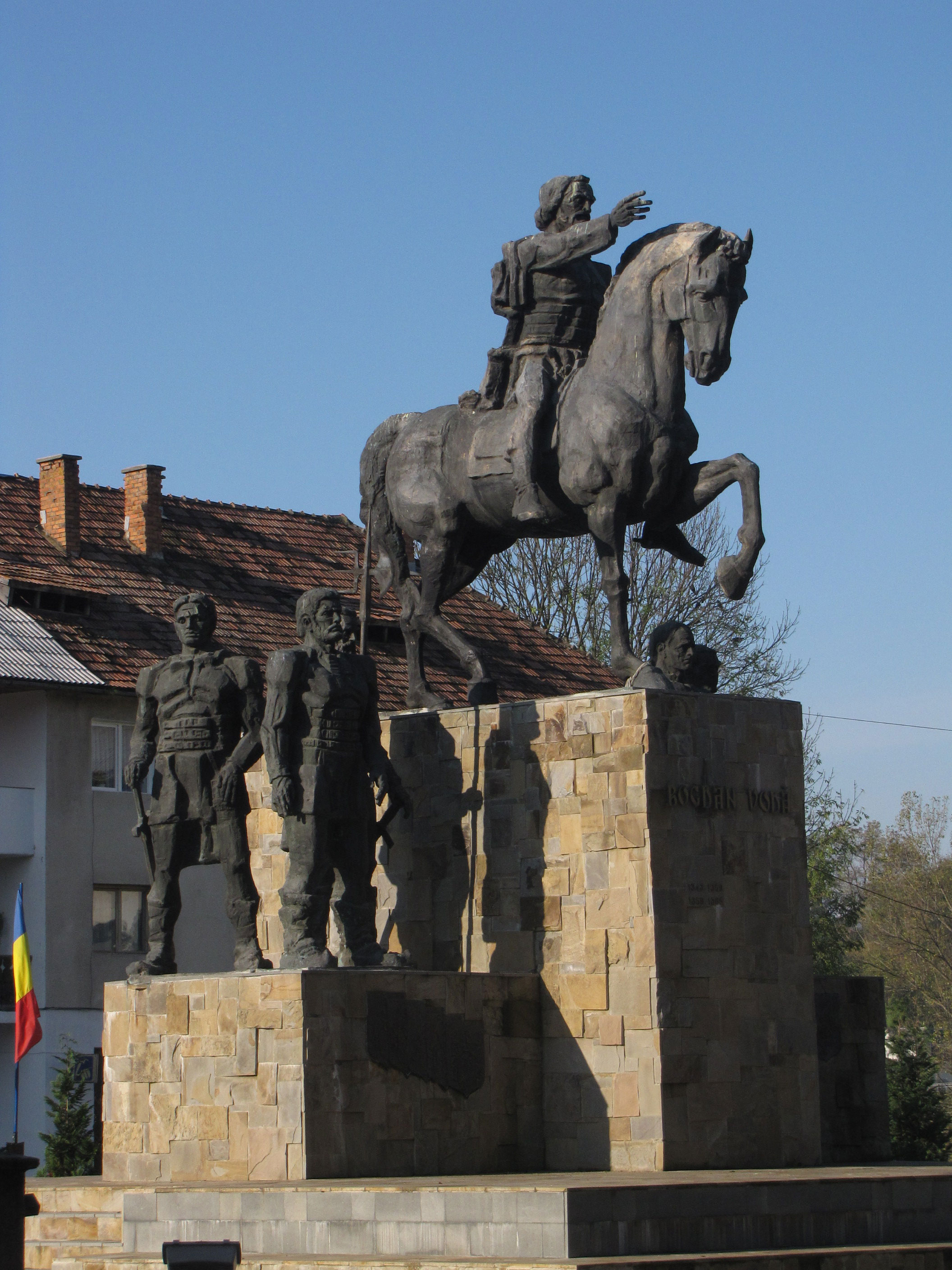
Grupul statuar Bogdan Voievod din Cuhea

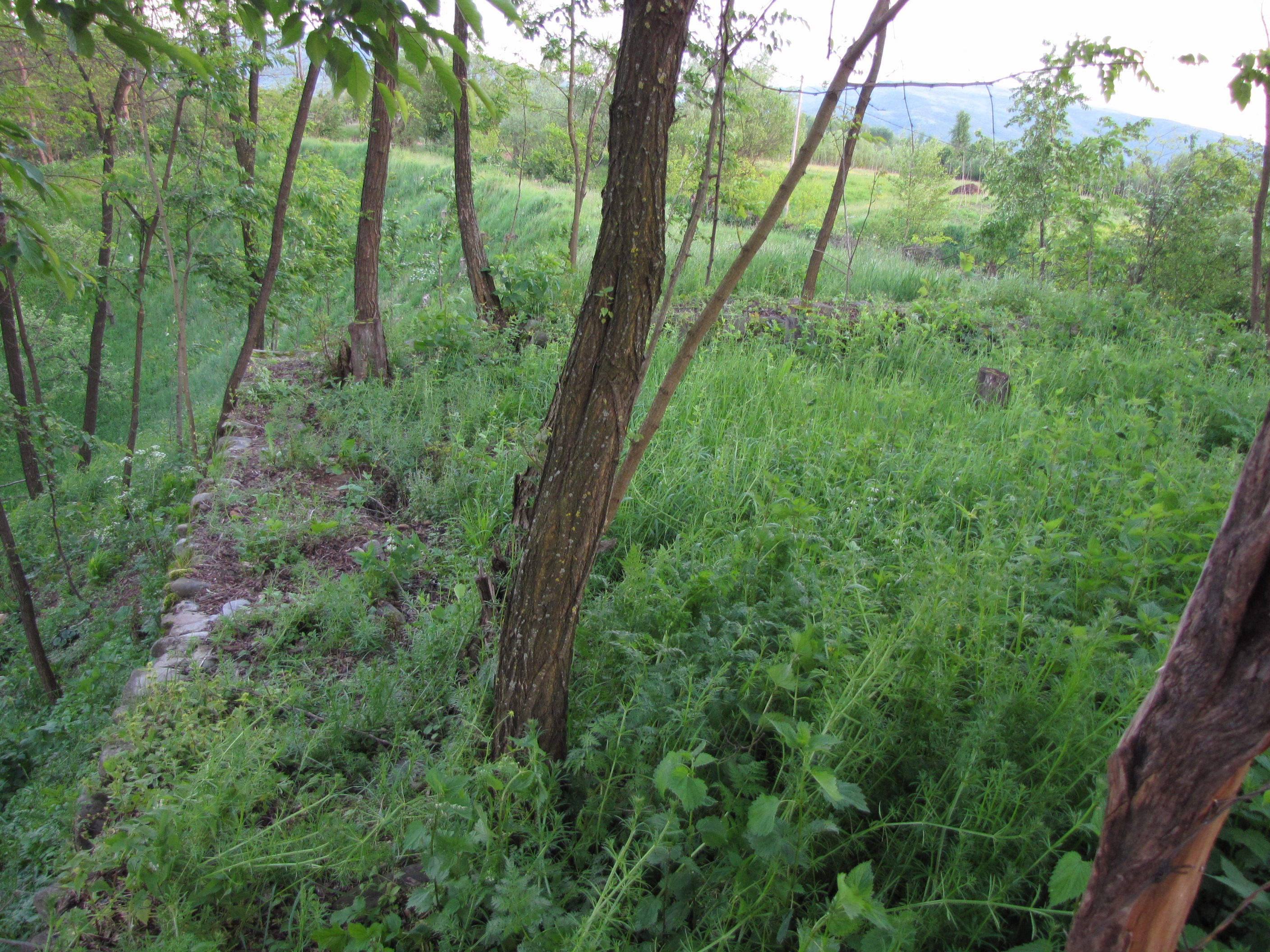
Restul de zid din fosta reședință voievodală. În spate se vede coama îngusta pe care se ajunge aici.

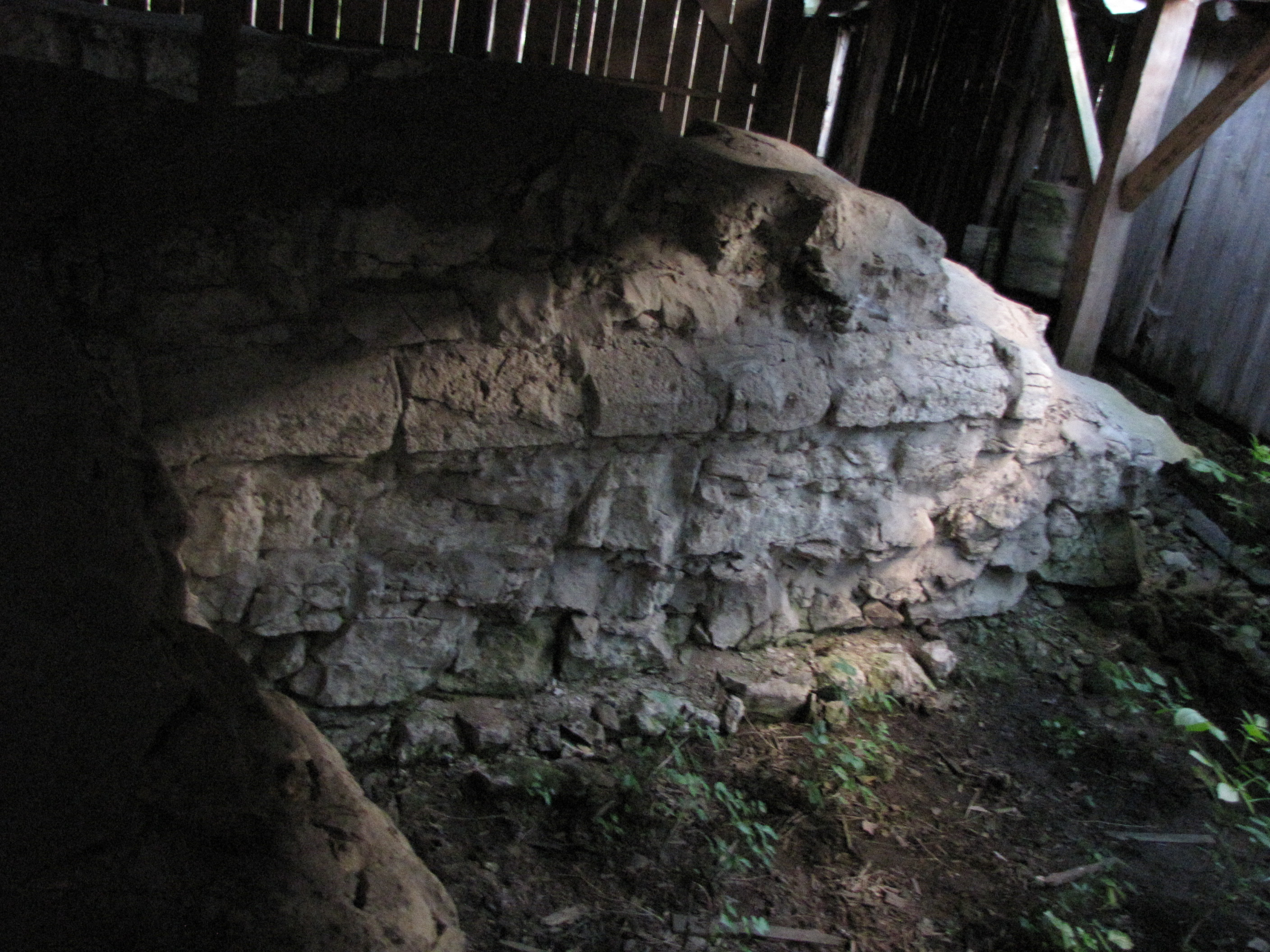
Ruinele bisericii vechi de piatra din Cuhea, sec. XIII

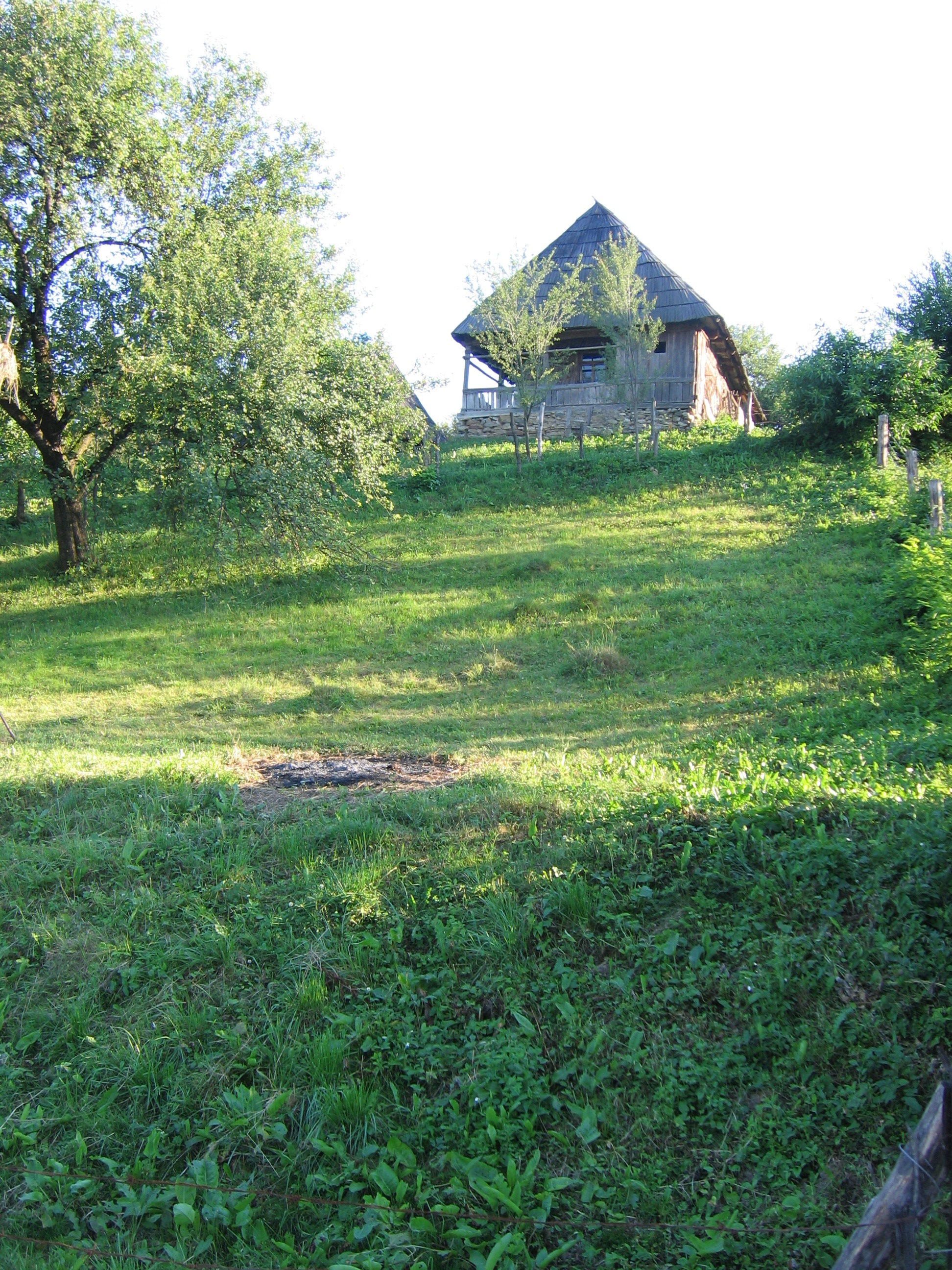
Casă tradițională din Cuhea, în coasta Izei, similară reședințelor cneziale prin formă și amplasare

In veacul al XIV-lea populația Maramureșului era estimată la 8.000 - 10.000 de locuitori, grupată în 100 de așezări identificate și localizate cert  ceea ce înseamnă mai puțin de 1 locuitor/ km2.
Cu toate acestea, Maramureșul a dat pe toată perioada voievodatului, dar și dupa aceea, oșteni de seamă Regatului Ungar, Poloniei si Haliciului, iar oastea voievodului a participat alături de armatele regale in cele mai importante bătălii care s-au dat în estul regatului cu tătarii, cu lituanii, cu turcii sau cu moldovenii.
Oamenii se ocupau cu agricultura, culturile predominante fiind secara și ovăzul, dar și hrișca și cînepa, principalul material textil pentru îmbrăcăminte. Creșteau vite - 40% din oasele găsite la reședința din Cuhea le aparțin, precum și 50% din cele găsite în vatra Sarasăului  - cel mai adesea din rasa Mocăniță, bine adaptată condițiilor aspre din această zonă. Oile erau duse vara la munte pentru pășunile bune pe suprafețe imense, iar porcii - rase primitive, asemanătoare celor sălbatici, erau mînați în turme la marginea satelor. Populația fiind rară și pădurile ocupînd zone întinse, vînatul și culesul ciupercilor și a fructelor de pădure erau încă surse importante care completau hrana maramureșenilor.
Satele erau mici, 20-25 de case, iar la o medie de 3 membri pe familie acestea nu puteau depăși 70-80 de locuitori. Obștile sătești stapîneau în comun apele, pășunile, și pădurile iar pămîntul arabil împărțit periodic membrilor obștii de Sfatul Bătrînilor, care deasemnea lua hotărîrile importante pentru comunitate.
Economia s-a bazat întodeauna pe munca țăranilor liberi, iobăgia a fost cunoscută tîrziu în Maramureș, și chiar atunci era mai degrabă o excepție la curțile cneziale. Iobagii sînt pomeniți mai ales începînd din secolul XV  pe domeniile feudalilor străini și a oaspeților regali. Această organizare va duce, odată cu creșterea populației, la fărîmițarea atît de măruntă a pămînturilor prin împărțire între urmași, încît locuitorii satelor, deși liberi prin lege vor fi in mare parte săraci, fiind obligați să trăiască din puținele produse ale gospodăriei sau sa lucreze la cele cîteva familii mai înstărite din sat.
Perioada de dezvoltare și afirmare a voievodatului a corespuns cu importante schimbări sociale și politice.
Organizarea în obști sătești și teritoriale, care a dominat vremurile preistorice dar și perioada migrațiilor a început sa se schimbe. Din interiorul ei s-au ridicat juzii aleși, care în timp vor cîștiga o poziție socială mai înaltă, și pînă la urma și o bunăstare materială superioară, devenind cnezi. Aceștia nu erau alții decît fruntașii satelor, membrii ai obștii de țărani liberi, care nu s-au separat de aceștia ca interese și mentalitate  ci au fost susținători și apărători ai obștilor.
Cînd Maramureșul a fost cunoscut și satele lui menționate în documentele cancelariei ungare din veacul al XIV-lea, poporul român de pe aceste văi a ieșit la iveală cu o organizare care presupune o temeinică evoluție în timp. Dar aceste atestări arată în același timp tocmai apropierea stapînirii ungare de hotarele voievodatului. In vremea apariției cnezilor maramureșeni în documente, instituția cnezială lua contact cu feudalismul și intra intr-o fază de descompunere.
Regii Ungariei vor oferi titluri nobiliare cnezilor de vale, și mai apoi celor de sat, și îi vor întări prin diplome asupra moșiilor pe care de fapt le stăpîniseră și pînă atunci, tranformîndu-i din fruntași ai satelor aleși de obște, în stăpîni feudali cu drepturi nobiliare atestate chiar de regalitate.
Pe de altă parte, înca din secolul XIII a început pătrunderea de oaspeți regali (coloniști germani) pe valea Tisei, în partea de vest a Maramureșului unde întemeiază 5 tîrguri: Visc, Hust, Teceu, Câmpulung și Sighet.
Acestă ofensivă a feudalismului ungar nu putea să nu afecteze situația locuitorilor Maramureșului, la toate nivelurile.

Biserica din Giulești, ridicată de urmașii lui Giulea, fratele voievodului Dragoș similară cu biserica voievodală de la Cuhea, din piatră
Gravură cu cetatea Hust
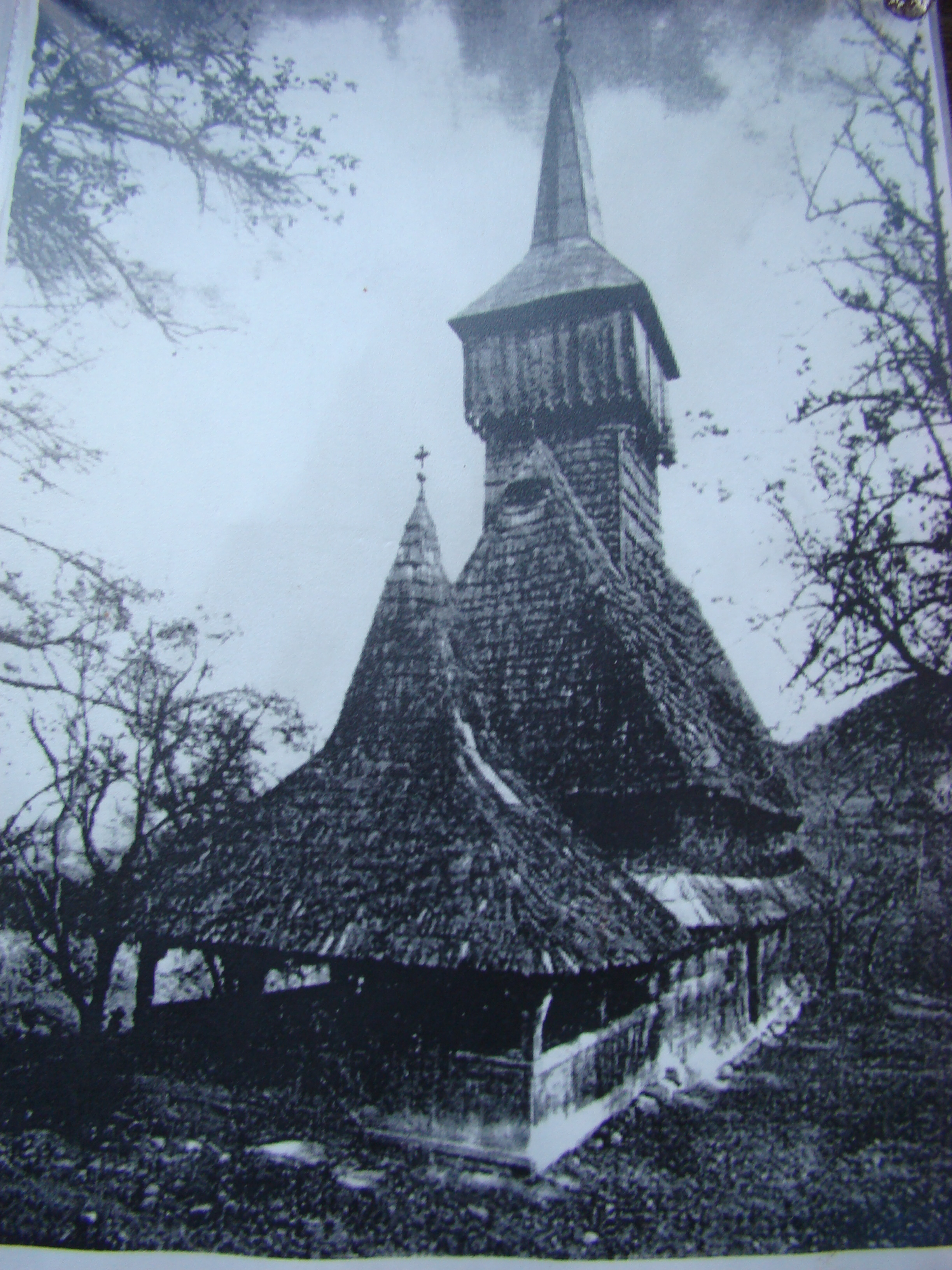
Biserica de lemn din satul Văleni înainte de demolare, ridicată la Cuhea la începutul secolului al XVI-lea, pe locul fostei biserici din piatră ctitorită de Bogdan de Cuhea, mutată în Văleni în sec XVII, fotografie din arhiva parohiei

## Sfârșitul voievodatului, transformarea lui în comitat

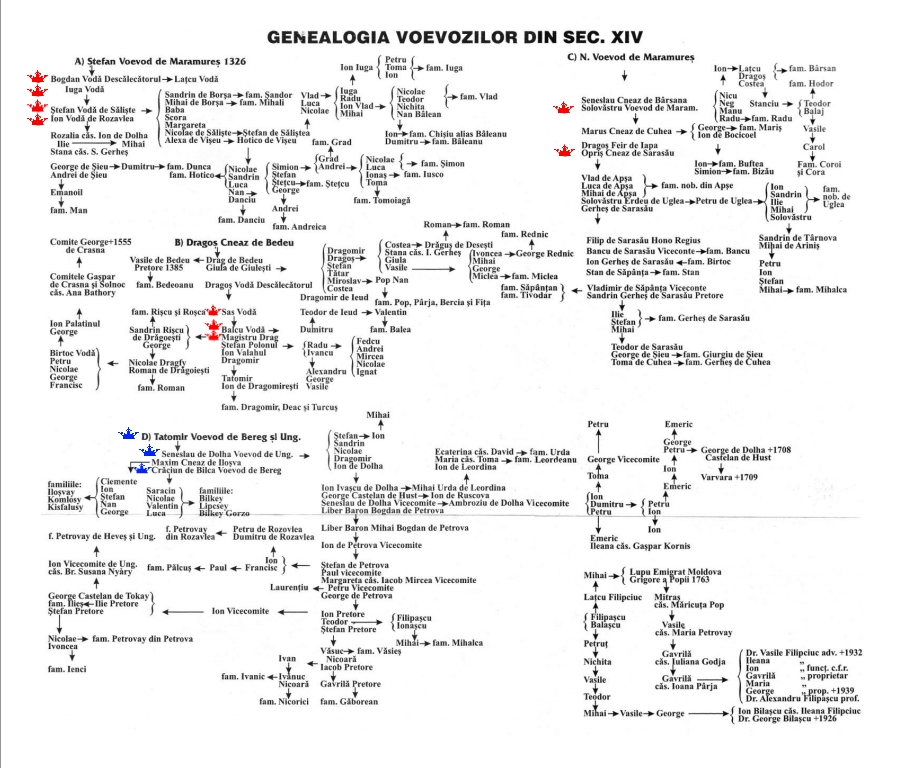
Genealogia voievozilor din sec. XIV și a familiilor nobiliare, după Alexandru Filipașcu

Declinul voievodatului maramureșan se datorează destrămării relațiilor sociale care au stat de sute de ani la baza lui, prin avansul feudalismului ungar înspre acest teritoriu.
Viața obștilor libere a fost afectată de transformarea cnezilor, reprezentanți ai obștii, în nobili, reprezentanți ai regalității. Dar nici cnezii nu au putut accepta ușor noua stare de lucruri, deoarece titlurile nobiliare îi făcea supuși ai regelui, și îi priva tocmai de avantajul cel mai mare de care se bucurau pînă atunci, libertatea și autonomia locală.
Voievodul Maramureșului era stăpînitor peste întreg ținutul, conducător al armatei maramureșene când acesta mergea la luptă, dar și judecător în pricinile importante pentru cei pe care îi conducea.
După venirea oaspeților regali în valea Tisei, așezările lor ies de sub stăpînirea voievodului. De asemnea strîngerea oastei când aceasta se făcea pentru ajutorul regelui, va deveni sarcina castelanului de Hust, iar judecarea cazurilor cele mai importante va trece în atribuția unui reprezentant regal.
În aceste condiții, o parte din cnezii maramureșeni vor trece munții pentru a se stabili în regatul Poloniei, unde s-au remarcat prin fapte de vitejie și au primit moșii și titluri nobiliare, dar și dreptul de a stăpîni după datinile străvechi românești domeniile dăruite. Alții vor trece înspre sud, în Năsăud, Țara Lăpușului sau Chioar.
Dar evenimentul de cea mai mare însemnătate istorică a fost trecerea în Moldova a voievodului Bogdan I și întemeierea statului medieval independent al Moldovei.
Voievod al Maramureșului din 1342, intră în conflict cu regele Ungariei și după 17 ani de rezistență hotărăște să treacă munții chiar în anul cînd moare voievodul Sas, fiul lui Dragoș I. Bogdan I a învins oastea lui Balc, urmașul lui Sas devenind primul voievod al Moldovei de sine stătătoare.
Balc trece munții în Ardeal și cere sprijinul regelui ungar Ludovic I, dar armata regală este înfrântă de oștile lui Bogdan. Balc va primi însă, ca recompensă pentru credința lui, domeniile lui Bogdan, iar în 1365 și conducerea voievodatului Maramureșului, aflat în acest răstimp în stăpînirea nepoților lui Bogdan, Ștefan și apoi Ioan.
Balc va conduce Maramureșul timp de 30 de ani în dubla calitate de voievod și comite, perioadă în care populația și cnezii se vor obișnui cu noile instituții feudale, făcându-se astfel trecerea lină la structura de comitat.
Cnezii maramureșeni vor face alianțe și căsătorii cu membri ai nobilimii ungare, iar unii dintre ei se vor integra acesteia. Un nepot al lui Balc, pe nume Dragoș, se va converti la catolicism, și va pune început familiei Dragfi care va juca un rol important în istoria regatului ungar.
Balc a continuat însă politica tradițională de autonomie a Maramureșului, iar spre sfârșitul veacului al XIV-lea se împacă cu moldovenii și face chiar alianță cu aceștia. În luna august a anului 1381 Balc, împreună cu fratele său Drag, vor merge până la Constantinopol pentru a obține pentru mănăstirea ortodoxă din Peri statut episcopal. Patriarhul Antonie al Constatinopolului de la acea vreme va răsplăti osteneala lor, acordînd egumenului mănăstirii rangul de exarh patriarhal, cu autoritate peste Maramureș, Ugocea, zona Oașului și Medieșului din Sătmar, Sălaj, Ciceu și Almașul Bihorului. Este cea dintâi mențiune sigură a unei structuri bisericesti episcopale românești la nord de Dunare. Aici se vor traduce și primele texte bisericești în limba română.

## Voievozi ai Maramureșului
- Codrea de Câmpulung 1320 - 1330
- Bogdan de Cuhea 1330 - 1342
- Oprea de Săpânța fiul lui Codrea 1343 - 1345
- Ioan de Cuhea și Rozavlea, fiul lui Iuga[17] 1345 - 1355
- Bogdan de Cuhea 1355 - 1359
- Ștefan de Cuhea și Săliște, fiul lui Iuga 1359 - 1365
- Sas de Bedeu 1365 - 1368
- Balc de Bedeu 1368 - 1387 ; 1400 - 1402
- Drag de Bedeu 1387 - 1400

## Moștenire
Voievodatul Maramureșului a contribuit semnificativ la consolidarea și înființarea statului medieval românesc de la est de Carpați, a constituit un centru al ortodoxismului românesc, a lăsat în urmă o nobilime mică puternică, precum și câteva familii nobiliare maghiarizate, importante pentru istoria Ungariei și a Transilvaniei, un exemplu în acest sens fiind familia  Drag, Dragfi. Moștenirea voievodatului a fost importantă și pentru mișcarea de renaștere națională a românilor din Regatul Ungariei, din Partium și din Principatul Transilvaniei. Perioada voievodatului a lăsat în urmă și o serie de vestigii arheologice, precum ruinele reședinței voievodale de la Cuhea. 
Comitatul Maramureșului, continuatorul voievodatului, a păstrat un oarecare grad de autonomie și în secolele care au urmat, mai ales că în fruntea lui s-au aflat cel mai adesea comiți de origine românească.

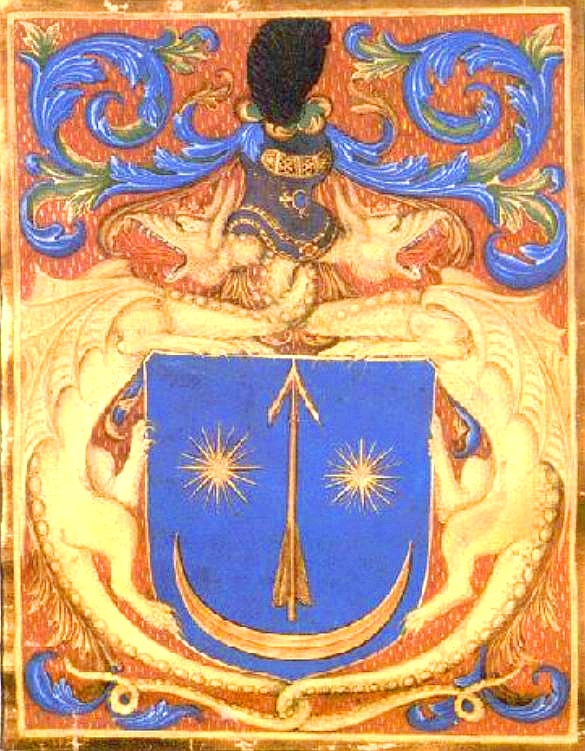
Blazonul Familiei Drag de Bedeu, Gyulea de Giulești
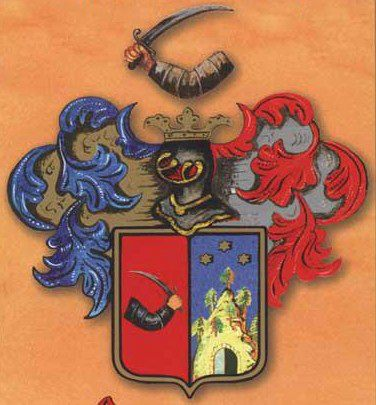
Blazonul Familiei Iuga de Săliște; de remarcat brațul orientat spre dreapta, semn al trădării față de coroană(descălecatul).
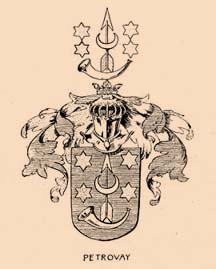
Blazonul Familiei Petrovay
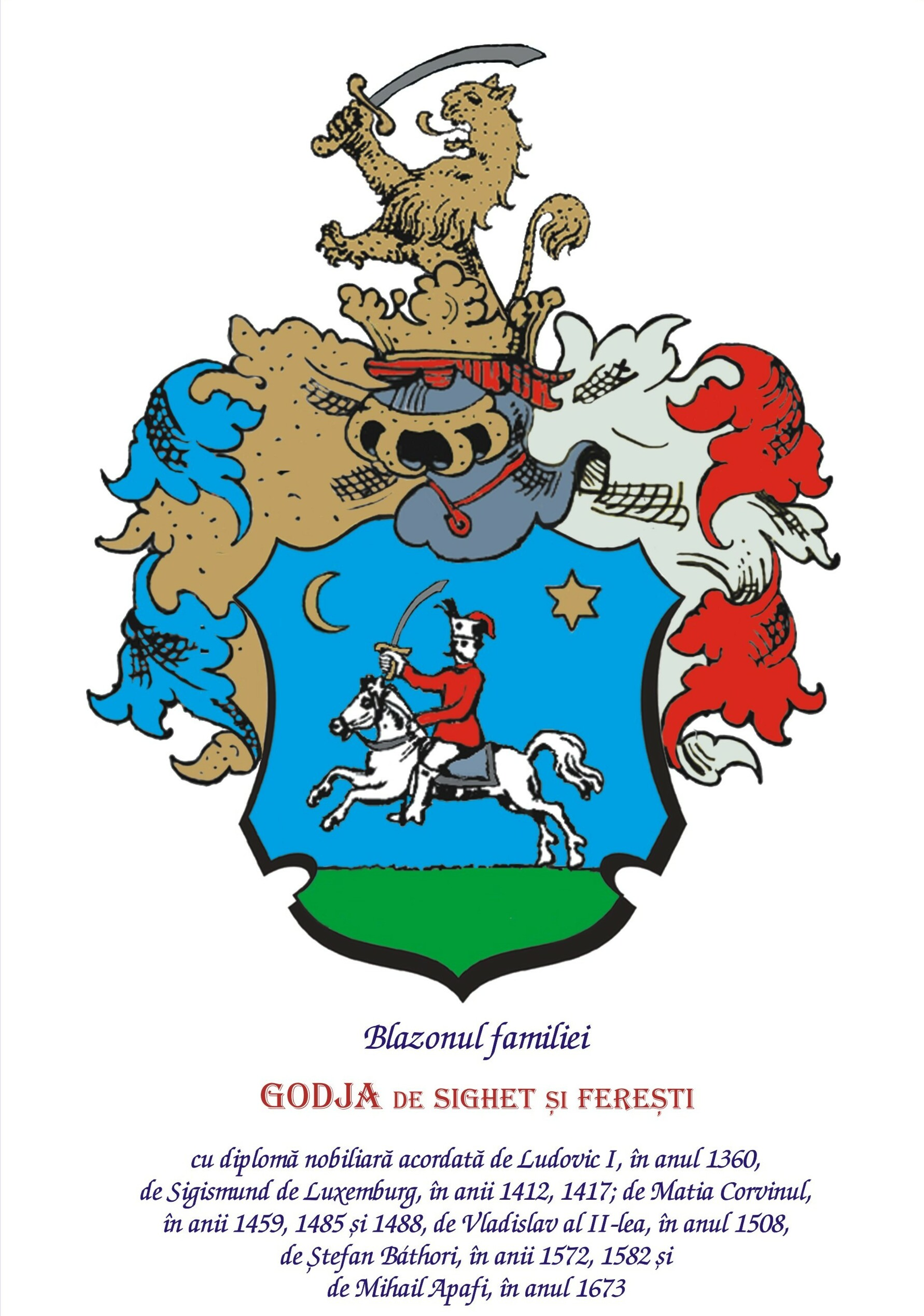
Blazonul Familiei Godja de Sighet și Ferești
Blazonul Familiei Bârsan de Bârsana
Blazonul Familiei Dan de Apșa
Blazonul Familiei Iurca de Călinești
Blazonul Familiei Mihalyi de Apsa
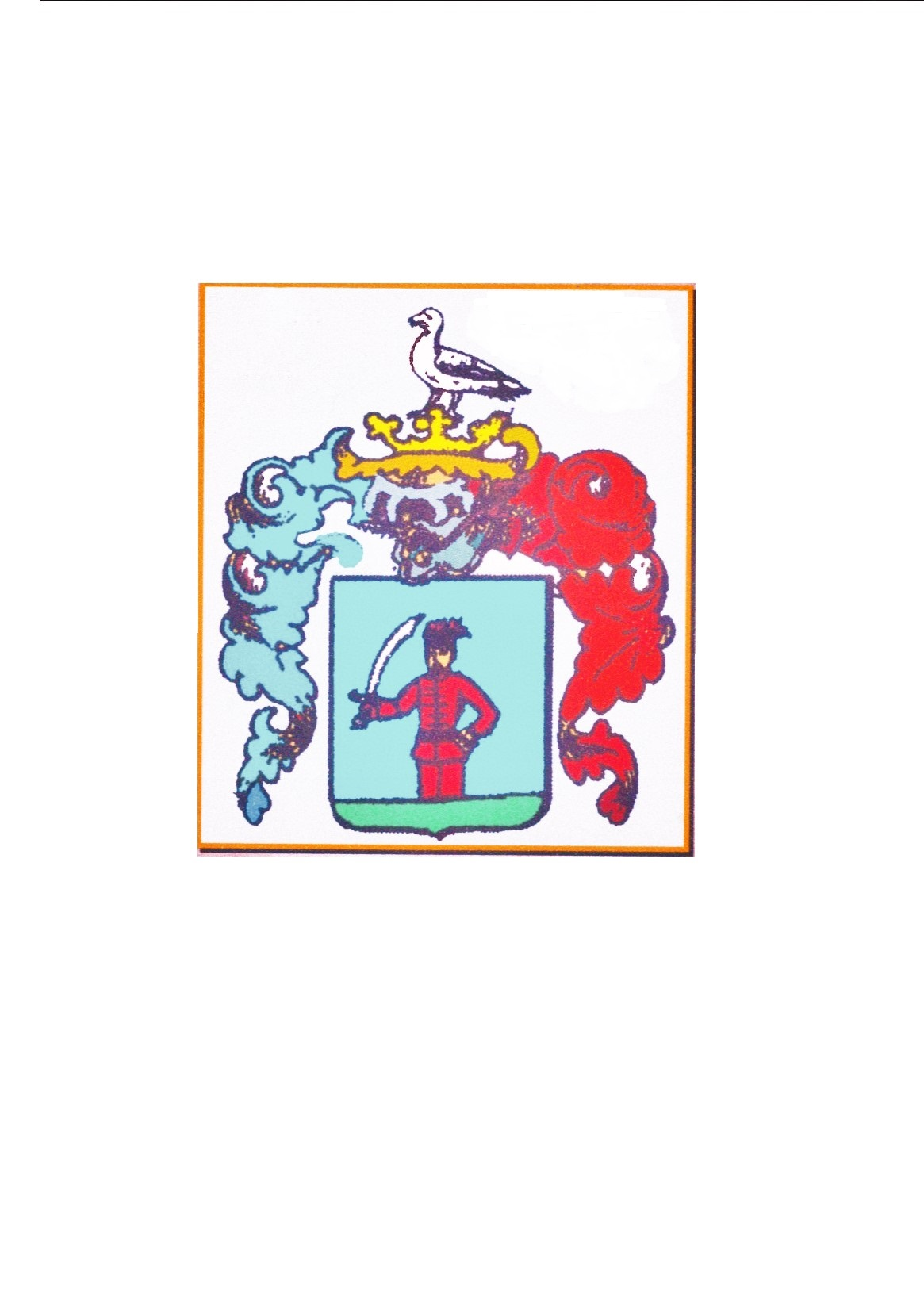
Blazonul Familiei Miclea de Sugatag, Ioan Micle

## Legaturi externe
- http://www.probasarabiasibucovina.ro/Carti/IstoriaMaramuresului.pdf ,Profesor Doctor Alexandru Filipașcu de Dolha si Petrova